# Rue du Guignier
La rue du Guignier est une voie du 20e arrondissement de Paris, en France.

## Situation et accès
La rue du Guignier est une voie publique située dans le 20e arrondissement de Paris. Elle débute au 2, place du Guignier et se termine au 21, rue des Rigoles.

## Origine du nom

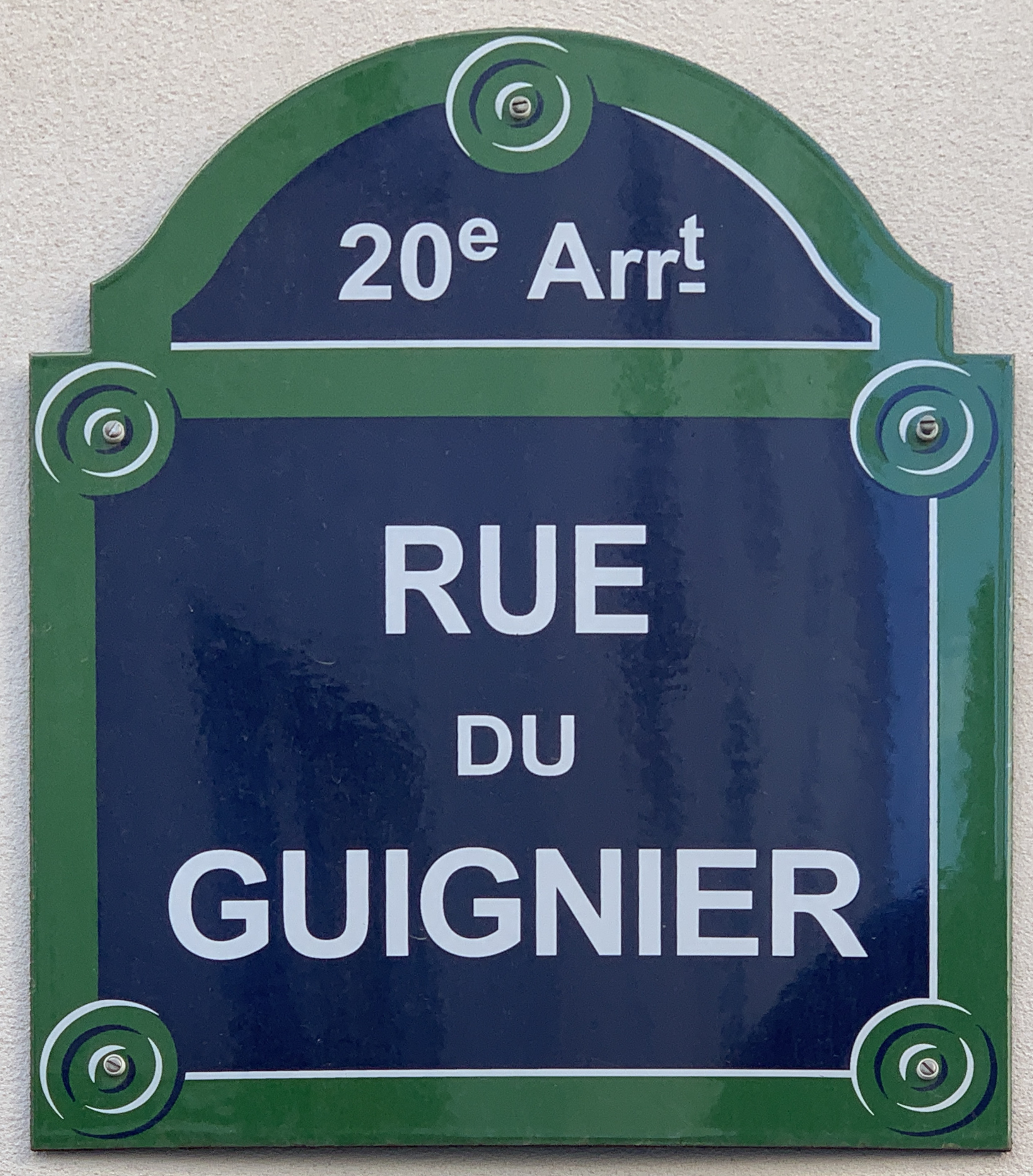
Plaque de la rue.

Elle porte ce nom car à cet endroit existait autrefois une plantation de cerisiers sauvages, appelés guigniers.

## Historique
Cette voie de l'ancienne commune de Belleville est tracée sur le plan cadastral de 1812 entre les actuelles place du Guignier et rue des Rigoles sous sa dénomination actuelle puis est classée dans la voirie parisienne en vertu du décret du 23 mai 1863.
Par décret du 31 octobre 1868, elle est prolongée sur la partie latérale à la place du Guignier puis une seconde fois par un arrêté du 1er février 1877 jusqu'à la rue des Pyrénées.